# Ангиология
Ангиология e клон на медицината за изследванията на кръвоносните и лимфните съдове, тяхната структура и функциониране, техните заболявания и патологични състояния, методите за диагностициране, профилактика и лечение на тези заболявания. Ангиологията обобщава редица заболявания като острата и хронична артериална недостатъчност на крайниците, различни аневризми, дълбоките венозни тромбози и белодробния тромбо-емболизъм, хроничната венозна недостатъчност и други.
За първи път терминът е въведен от Клавдий Гален, който описва работата на ексцизия на ангиология на кръвоносните съдове.
Ранната диагностика и профилактика на съдовите заболявания може да спаси живота на много хора или да намали честотата на тежката инвалидност, причинена от съдова гангрена, инсулти, инфаркти и белодробна емболия.